# Vanderbilt (Pensilvania)
Vanderbilt es un borough ubicado en el condado de Fayette en el estado estadounidense de Pensilvania. En el año 2000 tenía una población de 553 habitantes y una densidad poblacional de 1,157 personas por km².

## Geografía
Vanderbilt se encuentra ubicado en las coordenadas 40°3′3″N 79°39′50″O / 40.05083, -79.66389

## Demografía
Según la Oficina del Censo en 2000 los ingresos medios por hogar en la localidad eran de $28,125 y los ingresos medios por familia eran $39,306. Los hombres tenían unos ingresos medios de $32,083 frente a los $17,500 para las mujeres. La renta per cápita para la localidad era de $14,045. Alrededor del 18.7% de la población estaba por debajo del umbral de pobreza.